# Hexenprozesse in Würzburg

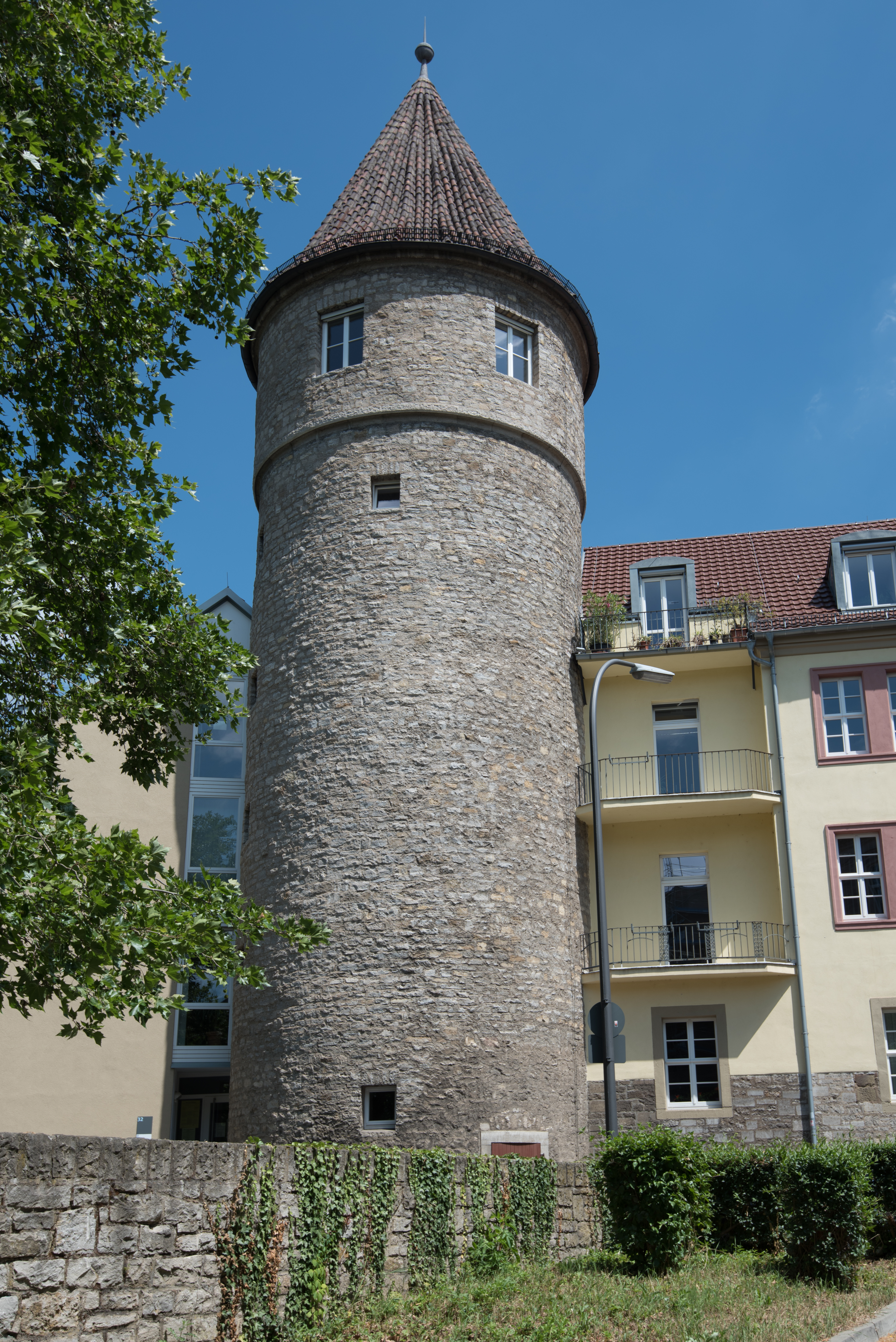
Hexenturm, Zwinger 32

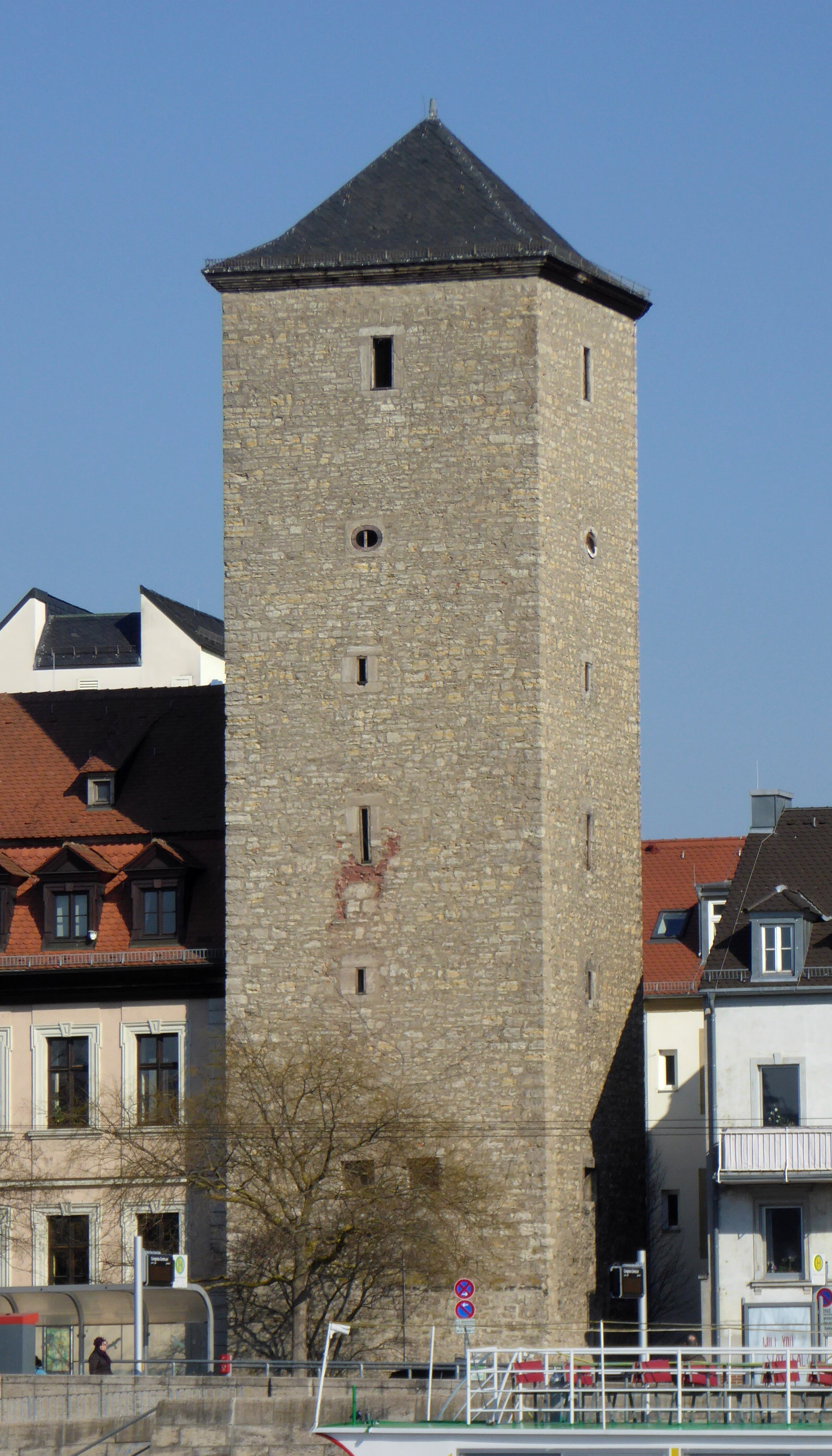
Schneidturm

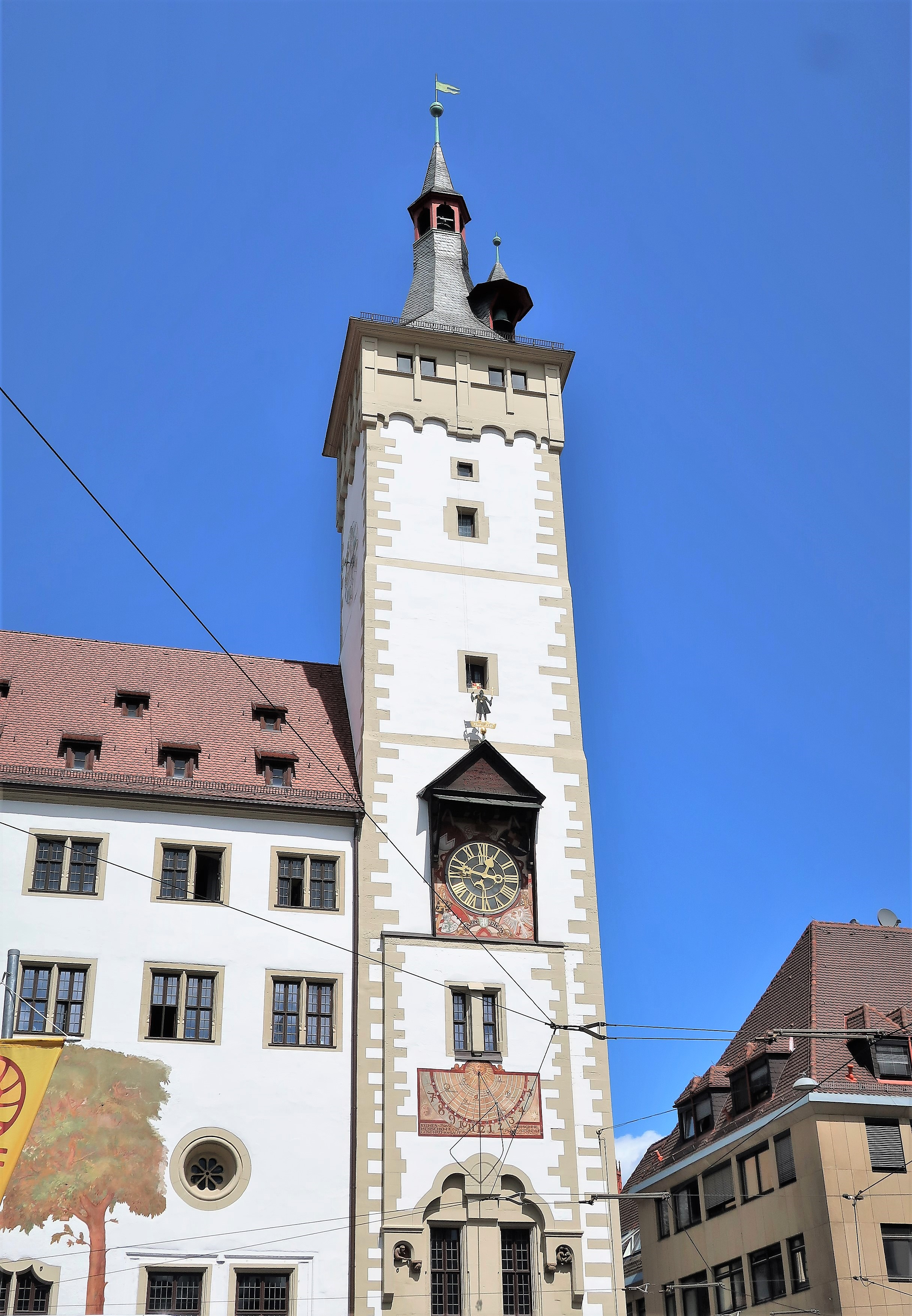
Altes Rathaus in Würzburg

Hexenprozesse in Würzburg, gemeint ist das Hochstift Würzburg, fanden von Ende des 16. bis in das 18. Jahrhundert hinein statt.

## Allgemeines
Zwischen 1590 und 1749 gab es zahlreiche Prozesse gegen angebliche Hexen. Allein in Würzburg gab es mehrere Hexengefängnisse; mögliche Gefängnisse sind hier der Hexenturm, der Schneidturm in der Pleich und das Lochgefängnis im Rathausturm Grafeneckart. Selbst diejenigen, welche unter Folter nicht gestanden, wurden nicht frei gelassen und später, meist auf dem Scheiterhaufen, hingerichtet. Im ganzen Stift wird von über 900 Getöteten, in der Stadt Würzburg von etwa 200 ausgegangen. Es existiert eine Namensliste mit 157 Personen und weiteren 219 Opfern allein für die Stadt Würzburg.

## Geschichte

### Erste Welle der Verfolgungen unter Julius Echter von Mespelbrunn
Erste Hexenprozesse im Hochstift Würzburg gab es in den letzten Regierungsjahren von Fürstbischof Julius Echter von Mespelbrunn (1573–1617).
Um 1590 begannen die Hexenprozesse unter der Herrschaft des Fürstbischofs Julius Echter von Mespelbrunn. Eine Ausstellung im Diozösanmuseum am Dom 2017 behandelte unter anderem das Schicksal der Barbara Schetzlein aus dem unterfränkischen Tiefenthal. 1611 wurde sie nach Anklage verhört, im Protokoll ist genau festgehalten, welche Foltermethoden diese Frau zu erleiden hatte. Zur Überwachung der Hexenprozesse sandte der Fürstbischof ab 1616 Juristen (sogenannte Hexenkommissare) in die Zentgerichte. Höhepunkt der Hexenverfolgungen seiner Regierungszeit waren die Jahre 1616 und 1617. Überall im Hochstift Würzburg loderten die Scheiterhaufen, vor allem in Gerolzhofen. Dort wurden in den Jahren nach 1616 mehr als 260 Menschen in extra gebauten Verbrennungsöfen verbrannt, um die große Zahl an Hinrichtungen zu bewältigen. Aus dem Jahr 1616 berichtete eine Hexenzeitung von den dortigen Hexenverbrennungen: Die Erste Zeitung zu Gerolzhofen. Am 11. Juni 1617 vermerkte der Tuchscherer Jakob Röder in seinem Tagebuch, dass in der Predigt von der Kanzel herab verkündet worden war, es wären in Würzburg binnen eines Jahres 300 Menschen als Hexen verbrannt worden.
Wegen seiner rücksichtslosen und hartnäckigen Art der Hexenverfolgung wird Julius Echter in der Forschung öfter als „Hexenschlächter“ bezeichnet, Zeitgenossen sprachen von einem „Würzburgisch Werk“. Sein erklärtes Ziel war es, die Glaubensabtrünnigen zurückzugewinnen und predigte selbst gegen Ketzer und Hexen, laut verschiedener Quellen soll er in zwei Jahren 100.000 rekatholisiert haben – ob diese Zahl stimmt, ist umstritten.

### Zweite Welle der Verfolgungen unter Johann Gottfried von Aschhausen
Große Ausmaße nahmen die Hexenprozesse im Hochstift unter Fürstbischof Johann Gottfried I. von Aschhausen an.
Johann Gottfried I. von Aschhausen galt als erklärter Hexenjäger und ging daran, „sein Land von dem Hexen-Geschmaiß zu säubern“ indem er ein eigenes Hexengefängnis bauen ließ und Gebete gegen Hexen anordnete. Neben Gerolzhofen auf Würzburgischem Gebiet loderten die Scheiterhaufen in Zeil, das im Bambergischen Gebiet lag.

### Höhepunkt der Verfolgungen unter Philipp Adolf von Ehrenberg
Vor allem unter Julius Echters Neffen, dem Fürstbischof Philipp Adolf von Ehrenberg (1623–1631), fand zwischen 1626 und 1630 eine Welle von Hexenverfolgungen statt, die durch Entscheidung des Reichskammergerichts verhindert werden sollten.
Mit Regierungsantritt des Fürstbischofs Philipp Adolf von Ehrenberg begann im Hochstift Würzburg die schlimmste Phase von Hexenverfolgungen. Es kam zu Massenverfolgungen, die im Jahr 1629 ihr größtes Ausmaß erreichten. Zentren waren neben Würzburg und Gerolzhofen Volkach, Marktheidenfeld und Ochsenfurt. Die letzte Phase wurde eingeleitet durch das von Philipp Adolf von Ehrenberg erlassene Mandat gegen Hexen- und Teufelskunst vom 10. Juni 1627. Bischof von Ehrenburg wurde schließlich von der fränkischen Reichsritterschaft beim Kaiser wegen Verletzung des Religionsfriedens angeklagt. Durch den Einfall der Schweden fanden die Hexenprozesse in Würzburg ein Ende.
Insgesamt fanden in den Jahren 1627 bis 1629 in der Stadt Würzburg 42 Massenverbrennungen statt. Nach dem Verzeichnis der Hexen-Leut, so zu Würzburg mit dem Schwerdt gerichtet und hernacher verbrannt worden wurden in diesen Jahren etwa 219 Menschen als Hexen hingerichtet. Allein im Jahr 1629 starben über 150 Frauen, Männer und Kinder als Hexen unter dem Schwert und auf den Scheiterhaufen.
In den Jahren 1627 bis 1629 wurden rund 900 Menschen im Hochstift Würzburg als Hexen hingerichtet. Sie stammten aus beiden Geschlechtern, allen Altersgruppen und aus allen gesellschaftlichen Schichten.
Die Hinrichtungen hörten nach dem 42. Brand am 30. August 1629 auf. Die zu dieser Zeit wegen Hexerei Inhaftierten wurden binnen zwölf Monaten freigelassen.

### Nachlassen der Hexenverfolgung
Unter Ehrenbergs Nachfolger Franz von Hatzfeld (1631–1642) lassen sich weitere Hexenprozesse nachweisen, dessen Nachfolger Johann Philipp von Schönborn (1642–1673) versuchte, diese zu verhindern. Die Hexenprozesse im Hochstift Würzburg wurden eingestellt unter dem von Friedrich Spee beeinflussten Fürstbischof Johann Philipp von Schönborn, der das Amt ab 1642 ausübte.

### Der letzte Hexenprozess in Würzburg
Am 21. Juni 1749 fand der letzte Hexenprozess in Würzburg statt. Die Subpriorin des Klosters Unterzell, Maria Renata Singer von Mossau, wurde nach ihrer Enthauptung auf dem Marienberg am Hexenbruch verbrannt.

### Denkmal
2022 beschloss der Stadtrat von Würzburg, ein Denkmal für die Opfer der Hexenverfolgung zu errichten.

## Umfang
Im Hochstift Würzburg wurden während der Rekatholisierung über 900, in der Stadt an die 200, Verurteilte verbrannt. Es gibt ein Verzeichnis der Hinrichtungen bis zum neunundzwanzigsten Brand im Februar 1629. Darin werden 157 Personen aufgeführt. Der Biograph des Bischofs (bei Gropp) kannte die Fortsetzung des Verzeichnisses bis zum zweiundvierzigsten Brand mit insgesamt 219 Opfern. Dies erfasst nur die in der Stadt Würzburg selbst Hingerichteten; die Gesamtzahl der Hinrichtungen im Hochstift unter Philipp Adolf von Ehrenberg belief sich laut einer mit bambergischer Zensur gedruckten Nachricht auf neunhundert.
Die Hexenverfolgung erfasste Kinder, Jugendliche, Frauen und Männer aller Stände; Adlige, Ratsherren, Bürgermeister und Menschen bescheidener Herkunft. 20 Prozent der in Würzburg Verbrannten sollen Priester und Ordensleute gewesen sein.
Ähnliche massive Verfolgungen lassen sich auch in Süddeutschland in den Hexenprozessen der Hochstifte Bamberg und Eichstätt sowie in Kurmainz und Ellwangen nachweisen. Dies bedeutet aber nicht, dass diese Hochstifte Zentren der Hexenverfolgung waren, sondern dass im Gegensatz zu anderen Gebieten die akribisch geführten Protokolle die Jahrhunderte bis in die Gegenwart überdauert haben und die Vorgänge erforschbar sind.
.

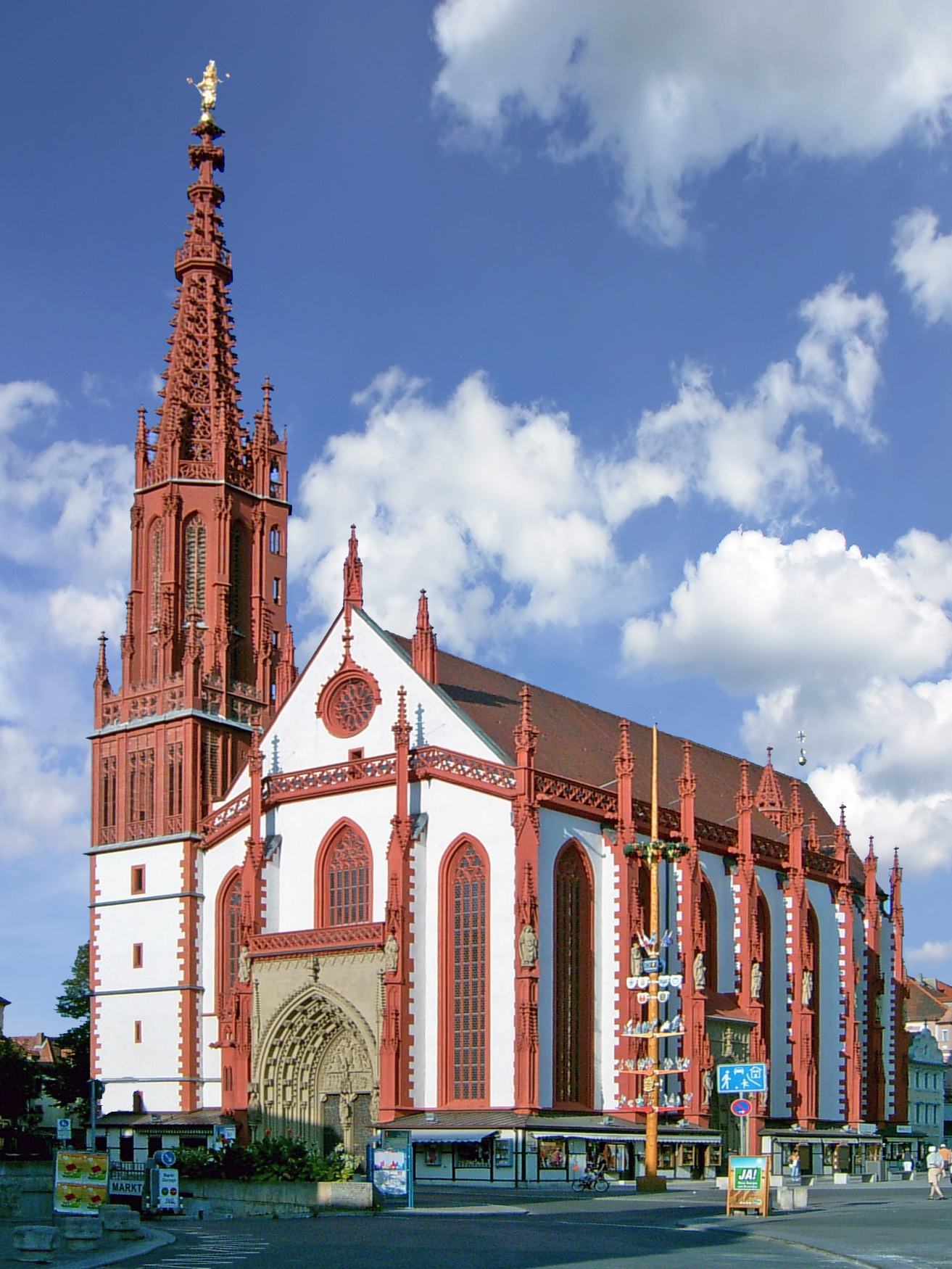
Der Maibaum in Würzburg kennzeichnet ziemlich genau den Fundort des ersten von drei verkohlten Pfählen, die in den 1970er-Jahren wiederentdeckt wurden. Zusammen mit Holzkohlefunden eines möglichen vierten Scheiterhaufens ergeben sie eine Reihe, die die gesamte Länge der Marienkapelle einnahm. Dendrochronologische Untersuchungen der Holzreste verweisen auf die Zeit der Hexenverbrennungen

Als Orte der Zusammenkunft von vermeintlichen Hexen zum Hexensabbat galten in Würzburg der Nikolausberg, der Schalksberg, der Greinberg und der „Sanderwasen“ (der früher auch „Sanderanger“ genannte Sanderrasen in der Sanderau).

## Hinrichtungsorte
Der Richtplatz war in den meisten Fällen auf dem Marktplatz in Würzburg neben der Marienkapelle. Reste der Scheiterhaufen sind in den 1970er Jahren beim Aushub für die Tiefgarage wiederentdeckt worden. Ein weiterer Ort zur Verbrennung war vor dem Südportal der Stadtmauer, dem heutigen Sanderrasen. Dort wurden jedoch nicht nur sogenannte Hexen, sondern auch Verbrecher, Pestopfer und Tierkadaver verbrannt. Aus den Protokollen geht hervor, dass ein überwiegender Teil der Delinquenten zunächst auf dem Richtplatz enthauptet und im Anschluss daran auf dem Sanderrasen verbrannt wurde.